# Premio Bram Stoker alla Narrativa illustrata
Il premio Bram Stoker alla Narrativa illustrata (Bram Stoker Award for Best Illustrated Narrative) è un premio letterario assegnato dal 2001 nell'ambito dei Premi Bram Stoker dalla Horror Writers Association (HWA) alla Narrativa illustrata (Illustrated Narrative) di qualità superiore ("superior achievement", non "best novel"), non più assegnato dal 2004.

## Albo d'oro
L'anno si riferisce al periodo di pubblicazione preso in considerazione, mentre i premi sono assegnati l'anno successivo.
I vincitori sono indicati in grassetto, a seguire gli altri candidati.

### Anni 1998-2004
- 1998: Premio non assegnato
  - Sergio Aragones' Dia de las Muertos (Il giorno degli zombi) di Sergio Aragonés e Mark Evanier
  - Preacher di Garth Ennis
  - The Son of Man (Hellblazer 129-133) di Garth Ennis
  - The Dreaming: Trial and Error di Len Wein
- 1999: The Sandman: The Dream Hunters di Neil Gaiman
  - Jonah Hex: Shadows West di Joe R. Lansdale
  - Hellboy: Box Full of Evil di Mike Mignola
  - Faust: Book of M di David Quinn
- 2000: The League of Extraordinary Gentlemen (Miniserie) di Alan Moore
  - Cable 79-84 di Robert Weinberg
  - Spuds (Night Terrors) di Bernie Wrightson
- 2001: Premio non assegnato
  - Freezes Over (Hellblazer 158-161) di Brian Azzarello
  - The First Adventures of Miss Catterina Poe (The Dreaming 56) di Caitlin R. Kiernan
  - Desperadoes: Quiet of the Grave di Jeff Mariotte
  - Quiver (1-10) di Kevin Smith
  - Weird Western Tales di Artisti vari
- 2002: Nightside di  Robert Weinberg
  - Howard the Duck di Steve Gerber
  - Fort: Prophet of the Unexplained di Peter Lenkov
- 2003: The Sandman: Endless Nights (Collezione) di Neil Gaiman
  - The League of Extraordinary Gentlemen, Volume Two di Alan Moore
  - Kolchak: Devil in the Details di Stefan Petrucha
  - Graphic Classics: Ambrose Bierce di Tom Pomplun
  - Vampire the Masqerade Giovanni (L'enigma di Machiavelli) di Robert Weinberg
- 2004: Heaven's Devils di Jai Nitz
  - Lost Loves di James Lowder
  - Aleister Arcane di Steve Niles
  - Graphic Classics: Robert Louis Stevenson di Tom Pomplun